# Bagijnhof (Delft)
Het Bagijnhof is een begijnhof in de stad Delft, in de Nederlandse provincie Zuid-Holland. In dit hofje woonden vroeger de begijnen, waaronder de in 1358 overleden Geertrui van Oosten. Haar standbeeld staat aan de Oude Delft bij de Oude Kerk. Vanaf de Oude Delft is de Bagijnhof bereikbaar via het poortje met waarschijnlijk het reliëf van profeet Johannes op het eiland Patmos.
In het Bagijnhof staat een standbeeld van de priester-dichter Johannes Stalpaert van der Wiele (1579-1630) die er in het pastoorshuis heeft gewoond. In het hofje bevindt zich de toegang tot de in 1743 gebouwde schuilkerk H.H. Maria en Ursulakerk van de Oud-Katholieke parochie.